# 1932年ロサンゼルスオリンピックのベルギー選手団
1932年ロサンゼルスオリンピックのベルギー選手団（1932ねんロサンゼルスオリンピックのベルギーせんしゅだん）は、1932年7月30日から8月14日にかけてアメリカ合衆国のロサンゼルスで開催された1932年ロサンゼルスオリンピックのベルギー選手団、およびその競技結果。

## 概要
今大会はフェンシング競技に7名（男子6名、女子1名）、芸術競技に29名が参加した。このうち芸術競技都市計画でアンドレ・ベルバッカが銅メダルを獲得したが、現在この芸術競技は国際オリンピック委員会から公式記録として認められていない。

## メダル
| メダル | 選手名               | 競技 | 種目     |
| ------ | -------------------- | ---- | -------- |
| 銅     | アンドレ・ベルバッカ | 芸術 | 都市計画 |